# カルシウム誘発性カルシウム放出
カルシウム誘発性カルシウム放出（カルシウムゆうはつせいカルシウムほうしゅつ、英：Calcium-induced calcium release、CICR）は1970年代に発表された、筋小胞体からのカルシウム放出機構である。
当初は骨格筋のみで起こるものだとされていたが、その後の研究で、それが実は心筋をも支配する機構であることが明らかになった。
筋細胞膜（サルコレンマ）は多くのイオンチャネルを持っている。そのうちの一つが電位依存性イオンチャネルであるDHPR（ジヒドロピリジン受容体）で、これはカルシウムイオンを細胞質ゾルに流入させる働きをしている。
細胞内にある筋小胞体はカルシウムイオンを貯蔵している。筋小胞体上にはリアノジン受容体と呼ばれる、カルシウムイオンに対して感受性の高い受容体が存在し、このリアノジン受容体は筋小胞体が貯蔵しているカルシウムイオンを放出するカルシウム放出チャネルである。
この機構の目的は、ごく微量であっても大きな影響を及ぼすある割合のカルシウムイオンを筋の細胞質ゾルに放出することである。脱分極によってDHPRが活性化し、細胞外からカルシウムイオンが流入すると、そのカルシウムイオンは筋小胞体上のリアノジン受容体を活性化し、筋小胞体からカルシウムイオンを放出させる。カルシウムイオンは最終的にはアクチンフィラメント上にある付属タンパク質と結合し、筋収縮を促進する。
このように、カルシウムイオンは筋収縮の重要な要素なのである。

## 興奮収縮連関におけるCICR
この機構は興奮（筋細胞質の活動電位）と連関しており、心筋の収縮は細胞質のカルシウム濃度の上昇によるものである。カルシウムは調節タンパク質であるトロポニンと結合し、アクチンとミオシンの間にクロスブリッジを形成する。